# 중국산양
중국산양(Capricornis milneedwardsii)은 소과 시로속에 속하는 포유류의 일종이다. 중국과 동남아시아에서 서식한다.